# Konrad Henlein
Konrad Henlein  (Maffersdorf, 6 mei 1898 – Pilsen, 10 mei 1945) was de leider van de nazipartij in het Sudetenland van de jaren dertig van de twintigste eeuw. Henlein was ook parlementslid voor de NSDAP in de Rijksdag.

## Soldaat
Hij was de zoon van een Volksduitse vader en Tsjechische moeder en volgde een handelsopleiding. In de Eerste Wereldoorlog was Henlein Fahnrich en werd hij aan het Italiaans front krijgsgevangen gemaakt. Tijdens zijn gevangenschap ontwikkelde hij zijn eerste ideeën over een Grootduits nationalisme.

## Politieke actie
Aanvankelijk was hij bankbediende. In 1925 werd hij turnleraar en reorganiseerde de vereniging waarvoor hij werkte tot een strakke, nationaal georiënteerde opvoedingsorganisatie. Drie jaar later zette Henlein zijn politieke ideeën om in daden toen hij de Kameradschaftsbund oprichtte. In 1931 werd hij leider van de hele Sudetenduitse turnvereniging.
Nadat de Tsjecho-Slowaakse regering eerdere Nationaalsocialistische en Duits nationalistische bewegingen had opgeheven richtte Henlein in 1933 het Sudetendeutsche Heimatfront (SHF) op, waarin oudere bewegingen opgingen. Het doel van het front was autonomie van Sudetenland. Het officiële doel was Sudetenland zelfbeschikkingsrecht te geven binnen het in 1918 ontstane Tsjecho-Slowakije waarin Sudetenland was komen te liggen.

## Samenwerking met nazi's
De contacten met het Nationaalsocialistische bewind in Duitsland werden intussen steeds inniger. In 1935 werd de – inmiddels tot Sudetendeutsche Partei (SdP) omgedoopte - partij van Henlein met 44 van de 66 Duitse zetels in het parlement de tweede partij van Tsjecho-Slowakije. De campagne was voornamelijk door de NSDAP betaald. De invloed van de NSDAP leidde tot een sterke groei van het ledental van de SdP. Ook nam de roep om aansluiting van Sudetenland bij Duitsland toe. In 1937 sloot Henlein zich in een brief bij Hitler aan.

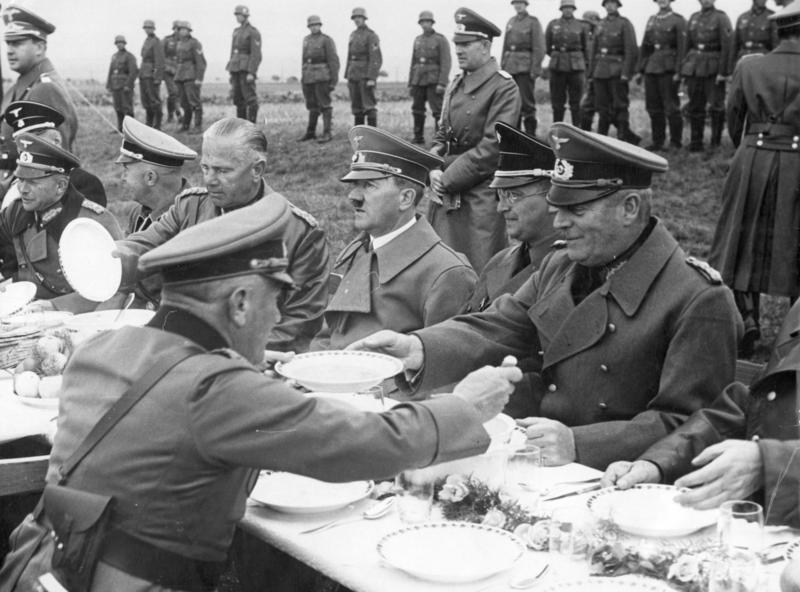
Na de annexatie van het Sudetenland, tussen Františkovy Lázně en Cheb op 3 oktober 1938 Van rechts: Wilhelm Keitel, Konrad Henlein, Adolf Hitler, Walter von Reichenau, Heinrich Himmler en Heinz Guderian, en op de voorgrond Günther von Kluge

## Conferentie van München
De verhoudingen tussen de SdP, de Sudetenduitsers en de Tsjecho-Slowaakse regering werden zo kritisch dat er in september 1938 in München een internationale conferentie met delegaties van Verenigd Koninkrijk, Frankrijk en Italië gehouden werd over de positie van Sudetenland. Henlein leidde in september tweemaal een mislukte opstand van Sudetenland en bevond zich tijdens de conferentie niet in Tsjecho-Slowakije, maar in Duitsland. Op 9 oktober 1938 werd Henlein toegevoegd aan de Persönlicher Stab Reichsführer-SS.

## Annexatie van Sudetenland
Nadat bij het Verdrag van München werd besloten dat Duitsland Sudetenland mocht annexeren trokken Duitse troepen het Sudetenland binnen en keerde Henlein terug. Door Adolf Hitler werd hij tot leider (Gauleiter) van Sudetenland benoemd dat eveneens tot onderdeel van Duitsland werd gemaakt. In 1939 werd de rest van Tsjecho-Slowakije ingenomen door de Duitsers. Dit hield echter niet in dat Henlein werd gepromoveerd in functie. Hij bleef slechts leider van Sudetenland en zijn politieke invloed was tijdens de oorlog gering.

## Zelfmoord
Tegen het einde van de oorlog werd hij gevangengenomen door de Amerikanen. Tijdens zijn gevangenschap pleegde hij zelfmoord. Henlein ligt begraven op de begraafplaats van Pilsen.

## Carrière
Henlein bekleedde verschillende rangen in zowel de Allgemeine-SS als K.u.K.. De volgende tabel laat zien dat de bevorderingen niet synchroon liepen.
| Datums            | Oostenrijks-Hongaars leger | Allgemeine-SS        | Heer              | NSDAP               |
| ----------------- | -------------------------- | -------------------- | ----------------- | ------------------- |
| 1914 - lente 1916 | Kriegsfreiwilliger         | —                    | —                 | —                   |
| 1916              | K.u.K. Korporaal           | —                    | —                 | —                   |
| 1917              | K.u.K. Fahnrich            | —                    | —                 | —                   |
| 25 oktober 1938   | —                          | —                    | Major der Reserve | —                   |
| 1 mei 1938        | —                          | —                    | —                 | Reichsstatthalter   |
| 1 mei 1938        | —                          | —                    | —                 | Gauleiter der NSDAP |
| 1 oktober 1938    | —                          | —                    | —                 | Reichskommissar     |
| 9 oktober 1938    | —                          | SS-Gruppenführer     | —                 | —                   |
| 21 juni 1943      | —                          | SS-Obergruppenführer | —                 | —                   |

## Lidmaatschapsnummers
- NSDAP-nr.: 6 600 001 (lid geworden 4 december 1938[3][12]. Andere bron: 1 oktober 1933[13])
- SS-nr.: 310 307 (lid geworden 9 oktober 1938[3][5][12])

## Onderscheidingen
Selectie:
- Kruis voor Oorlogsverdienste, 1e Klasse  en 2e Klasse met Zwaarden[3][12]
- Gewondeninsigne 1918 in zwart[3][12]
- Gouden Ereteken van de NSDAP[12] op 30 januari 1939[3][14]
- Medaille voor Dapperheid (Oostenrijk-Hongarije), 1e[15] en 2e Klasse in zilver[3]
- Gewondenmedaille met een verwonding[3][15]
- Karel-Troepen-Kruis[3][15]
- Herinneringsmedaille voor Deelnemers aan de Wereldoorlog (Oostenrijk) met Zwaarden[3][15]
- Duits Olympisch Ereteken, 1e Klasse[15] in 1936[3]
- Tiroler Landesgedenkmünze 1914–1918[3][15]

- Bibliothèque nationale de France: cb12670504p (data)
- Gemeinsame Normdatei: 118710435
- International Standard Name Identifier: 0000 0000 8374 307X
- Library of Congress Control Number: n90710972
- Nationale Bibliotheek van Tsjechië: jn20000728176
- Nationale Bibliotheek van Israël: 987007280463405171
- Nationale Bibliotheek van Polen: a0000002772269
- Nederlandse Thesaurus van Auteursnamen: 207303126
- Istituto Centrale per il Catalogo Unico: IEIV056131
- LIBRIS: 209614
- Système universitaire de documentation: 067040535
- Virtual International Authority File: 39499430
- WorldCat: E39PBJvtdrGBWFWmW7cTRKXKh3